# ジロ・デ・イタリア 1975
ジロ・デ・イタリア 1975(Giro d'Italia 1975) は、自転車による競走である「ジロ・デ・イタリア」の58回目のレースである。1975年5月17日から6月7日まで全21ステージで行われた。

## 結果

### 総合成績
| 順位 | 選手名                           | 国籍     | 時間            |
| ---- | -------------------------------- | -------- | --------------- |
| 1    | ファウスト・ベルトリオ           | イタリア | 111時間31分24秒 |
| 2    | フランシスコ・ガルドス           | スペイン | + 41秒          |
| 3    | フェリーチェ・ジモンディ         | イタリア | + 6分18秒       |
| 4    | ロジェ・デフラミンク             | ベルギー | + 7分39秒       |
| 5    | ジュゼッペ・ペルレット           | イタリア | + 8分00秒       |
| 6    | ウラディミーロ・パニッツァ       | イタリア | + 8分13秒       |
| 7    | ウォルテール・リッコミ           | イタリア | + 10分32秒      |
| 8    | コンスタンティーノ・コンティ     | イタリア | + 13分40秒      |
| 9    | ミゲルマリア・ラサ               | スペイン | + 14分48秒      |
| 10   | ジャンバッティスタ・バロンケッリ | イタリア | + 14分48秒      |

### マリア・ローザ 保持者
| 選手名                 | 国籍       | 区間      |
| ---------------------- | ---------- | --------- |
| ヌット・ヌードセン     | ノルウェー | 第1-第2   |
| ジョバンニ・バッタリン | イタリア   | 第3、第13 |
| フランシスコ・ガルドス | スペイン   | 第4-第12  |
| ファウスト・ベルトリオ | イタリア   | 第14-最終 |

### その他の賞
- ポイント賞: ロジェ・デフラミンク  ベルギー
- 山岳賞: アンドレス・オリバとフランシスコ・ガルドス  スペイン